# Hoa Lư (ciudad)
Hoa Lư es una ciudad pequeña en el delta del río Rojo en el norte de Vietnam. El nombre anterior era Ninh Binh antes de 2024. Es la capital de la provincia de Ninh Bình. La población de la ciudad en 2023 fue de 319.125 habitantes. Está a 2 horas en autobús desde Hanói. La ciudad es el punto de partida hacia las atracciones turísticas de la provincia, como la antigua capital de Hoa Lư y la Catedral de Phat Diem.
Durante el período de las hostilidades no declaradas en Tonkín que precedieron al estallido de la guerra franco-china en agosto de 1884, la lealtad de Ninh Bình fue de considerable importancia para los franceses, ya que la artillería montó en su elevada ciudadela el tráfico del río hacia el Golfo de Tonkín. Aunque las autoridades vietnamitas en Ninh Bình no intentaron obstaculizar el paso de una expedición lanzada en marzo de 1883 para capturar Nam Dinh, se sabía que eran hostiles hacia los franceses. En noviembre de 1883, en vísperas de la Campaña Sơn Tây, los franceses ocuparon la ciudadela de Ninh Bình sin resistencia e instalaron una guarnición.